# Catabán
Catabán, también conocido como Cotabang, 
es un barrio rural   del municipio filipino de primera categoría de Taytay perteneciente a la provincia  de Paragua en Mimaro,  Región IV-B.
En 2007 Catabán contaba con 724 residentes.

## Geografía
El municipio de Taytay se encuentra situado en la isla de Paragua, al norte de la misma.
Su término limita al norte con el municipio de El Nido, barrios de Bebeladán, Bagong-Bayán y Otón, oficialmente Mabini; al  suroeste con el municipio de San Vicente, al sur con el de Roxas; y al sureste con el de Dumaran. En la parte insular se encuentra la bahía de Malampaya y varias isla adyacentes se encuentran tanto en la costa este, mar de Joló como en la  oeste, Mar del Oeste de Filipinas.
Situado al norte del municipio, en el interior de la parte continental, su término linda
al norte con los barrios de barrios de Bebeladán, Bagong-Bayán del municipio de El Nido y también con el barrio de Sandoval;
al sur con el barrio de Pancol;
al este con los barrios de  Palalang (Busy Bees), de Pularaquen (Canique) y de Pamantolón los tres situados en la costa este de isla Paragua;
y al oeste con el barrio de Liminangcong.

### Orografía
Domina su término la cima del Bacacao (Mount Bacacao), que se eleva hasta los  479 m s. n. m.
El río Bato desemboca en la bahía de Puerto Cataaba.

### Sitios
En su término se encuentran los sitios de Taboy y de Cotabang.

### Demografía
El barrio  de Catabán contaba en mayo de 2010 con una población de 779 habitantes.

## Historia
Taytay formaba parte de la provincia española de  Calamianes, una de las 35 del archipiélago Filipino, en la parte llamada de Visayas. Pertenecía a la audiencia territorial  y Capitanía General de Filipinas, y en lo espiritual a la diócesis de Cebú.